# Регалијан
Регалијан (умро 260. године) био је римски узурпатор. Постао је војни заповедник у време цара Валеријана, и прогласио се за цара када је Валеријана заробио Шапур I. У том часу, Регалијан је имао контролу над Илириком.
Пореклом Регалијан је вероватно био Дачанин.
Регалијанова моћ је била концентрисана на Дунаву, у Карнунтуму, табору XIV легије. Ту је и Регалијан ковао свој новац.